# 461 Ocean Boulevard
461 Ocean Boulevard es el segundo álbum de estudio del músico británico Eric Clapton, publicado por la compañía discográfica RSO Records en julio de 1974. El álbum marcó el regreso discográfico de Clapton después de pasar tres años recuperándose de su adicción a la heroína. Su lanzamiento tuvo lugar poco después de que RSO publicase el sencillo «I Shot the Sheriff», estrenado en julio del mismo año. Tras su publicación, 461 Ocean Boulevard obtuvo un notable éxito comercial al alcanzar el primer puesto en la lista estadounidense Billboard 200, donde fue certificado disco de platino por la Recording Industry Association of America. 
En 2004, Universal Music reeditó una versión  remasterizada y expandida de 461 Ocean Boulevard en formato deluxe, que incluyó un segundo disco con un concierto realizado en el Hammersmith Odeon de Londres.

## Grabación
Después de recuperarse de su drogadicción, Eric Clapton se dio cuenta de que había malgastado tres años de su vida al observar que no hizo más que ver televisión y estar fuera de forma. Cuando buscó ayuda trabajando en una granja, comenzó a escuchar una gran variedad de nueva música, así como de viejos discos de blues, y comenzó a tocar de nuevo, incluso escribiendo nuevas canciones a partir de ideas simples. Con dichas canciones en mente, Clapton recibió varias demos de manos de Carl Radle, antiguo bajista de Derek and the Dominos, grabadas entre Radle, el teclista Dick Sims y el batería Jamie Oldaker. A Clapton le gustaron las grabaciones, que definió como «simplemente sobresalientes», y comenzó a escribir nuevo material para grabar un nuevo álbum con Radle. 
Cuando Clapton comenzó a trabajar en las nuevas sesiones, quiso dejar las canciones tan incompletas como fuera posible, de modo que fuesen construidas en el propio estudio de grabación junto al resto del grupo. Después de aparecer como invitado en la ópera rock Tommy, su representante Robert Stigwood contactó con Clapton para que emprendiese un nuevo proyecto. Stigwood reservó tiempo para que Clapton grabase en los Criteria Studios de Miami junto a Radle, Sims y Oldacker, bajo la producción de Tom Dowd. 
Cuando comenzó a trabajar en el nuevo proyecto, Clapton se sintió preocupado por el posible éxito comercial y artístico del nuevo disco, destacando que su concepto de un nuevo disco solo funcionaba cuando había química entre los músicos. Por ello, Clapton también contrató al guitarrista George Terry y a la vocalista Yvonne Elliman como miembros del grupo. Además de reservar espacio en el estudio, Stigwood también pagó a Clapton el alquiler de una casa en 461 Ocean Boulevard, en la ciudad de Golden Beach (Florida), cerca de Miami. El álbum fue grabado entre abril y mayo de 1974, y durante las sesiones, Clapton usó su guitarra Fender Stratocaster apodada Blackie. Para tocar la guitarra slide, Clapton usó varias guitarras Gibson, mientras que en los temas acústicos, hizo uso de guitarras Martin.

## Lista de canciones
| Cara A |                            |                                             |          |  |
| N.º    | Título                     | Escritor(es)                                | Duración |  |
| 1.     | «Motherless Children»      | Tradicional, arr. Eric Clapton · Carl Radle | 4:55     |  |
| 2.     | «Give Me Strength»         | Eric Clapton                                | 2:51     |  |
| 3.     | «Willie and the Hand Jive» | Johnny Otis                                 | 3:31     |  |
| 4.     | «Get Ready»                | Eric Clapton · Yvonne Elliman               | 3:50     |  |
| 5.     | «I Shot the Sheriff»       | Bob Marley                                  | 4:30     |  |

| Cara B |                      |                     |          |  |
| N.º    | Título               | Escritor(es)        | Duración |  |
| 1.     | «I Can't Hold Out»   | Elmore James        | 4:10     |  |
| 2.     | «Please Be With Me»  | Charles Scott Boyer | 3:25     |  |
| 3.     | «Let It Grow»        | Eric Clapton        | 5:00     |  |
| 4.     | «Steady Rollin' Man» | Robert Johnson      | 3:14     |  |
| 5.     | «Mainline Florida»   | George Terry        | 4:05     |  |

| Edición deluxe — Disco 1 |                                |                                             |          |  |
| N.º                      | Título                         | Escritor(es)                                | Duración |  |
| 1.                       | «Motherless Children»          | Tradicional, arr. Eric Clapton · Carl Radle |          |  |
| 2.                       | «Give Me Strength»             | Louise King Mathews                         |          |  |
| 3.                       | «Willie and the Hand Jive»     | Johnny Otis                                 |          |  |
| 4.                       | «Get Ready»                    | Eric Clapton · Yvonne Elliman               |          |  |
| 5.                       | «I Shot the Sheriff»           | Bob Marley                                  |          |  |
| 6.                       | «I Can't Hold Out»             | Elmore James                                |          |  |
| 7.                       | «Please Be With Me»            | Charles Scott Boyer                         |          |  |
| 8.                       | «Let It Grow»                  | Eric Clapton                                |          |  |
| 9.                       | «Steady Rollin' Man»           | Robert Johnson                              |          |  |
| 10.                      | «Mainline Florida»             | George Terry                                |          |  |
| 11.                      | «Walkin' Down the Road»        | Alan Musgrave · Paul Levine                 |          |  |
| 12.                      | «Ain't That Loving You»        | Jimmy Reed                                  |          |  |
| 13.                      | «Meet Me (Down at the Bottom)» | Willie Dixon                                |          |  |
| 14.                      | «Eric After Hours Blues»       | Eric Clapton                                |          |  |
| 15.                      | «B Minor Jam»                  | Eric Clapton                                |          |  |

| Edición deluxe — Disco 2 |                                                                         |                                                  |          |  |
| N.º                      | Título                                                                  | Escritor(es)                                     | Duración |  |
| 1.                       | «Smile»                                                                 | Charlie Chaplin · Geoffrey Parsons · John Turner | 4:39     |  |
| 2.                       | «Let It Grow»                                                           | Eric Clapton                                     | 6:23     |  |
| 3.                       | «Can't Find My Way Home»                                                | Steve Winwood                                    | 4:49     |  |
| 4.                       | «I Shot the Sheriff»                                                    | Bob Marley                                       | 7:49     |  |
| 5.                       | «Tell the Truth»                                                        | Eric Clapton · Bobby Whitlock                    | 7:03     |  |
| 6.                       | «The Sky Is Crying / Have You Ever Loved a Woman / Rambling on My Mind» | Elmore James · Billy Myles · Robert Johnson      | 7:23     |  |
| 7.                       | «Little Wing»                                                           | Jimi Hendrix                                     | 6:49     |  |
| 8.                       | «Singin' the Blues»                                                     | Don Robey · Joe Medwick Veasey                   | 7:42     |  |
| 9.                       | «Badge»                                                                 | Eric Clapton · George Harrison                   | 8:36     |  |
| 10.                      | «Layla»                                                                 | Eric Clapton · Jim Gordon                        | 5:26     |  |
| 11.                      | «Let It Rain»                                                           | Eric Clapton · Bonnie Bramlett                   | 6:33     |  |

## Personal
- Eric Clapton – voz principal y coros, guitarras y dobro.
- Yvonne Elliman – coros.
- George Terry – guitarra eléctrica y coros.
- Carl Radle – bajo y coros.
- Jamie Oldaker – batería
- Al Jackson, Jr. – batería en "Give Me Strength".
- Albhy Galuten – piano y clavicordio.
- Tom Bernfield – coros.
- Marcella Detroit – armónica y coros.

Equipo técnico
- Tom Dowd – productor musical.
- Bill Levenson – recopilador (en edición deluxe).
- Ron Fawcus – ingeniero de sonido.
- Andy Knight – ingeniero de sonido.
- Karl Richardson – ingeniero de sonido.
- Suha Gur – masterización.
- Darcy Proper – masterización.
- Bob Defrin – dirección artística.
- David Gahr – fotografía.
- Ryan Null – fotografía.

|}

## Posición en listas
| Lista (1974–1975)                 | Posición |
| --------------------------------- | -------- |
| Alemania (Media Control Charts)   | 11       |
| Canadá (RPM)                      | 1        |
| Estados Unidos Billboard 200      | 1        |
| Países Bajos (Album Top 100)      | 4        |
| Italia (Musica e dischi)          | 24       |
| Nueva Zelanda (Recorded Music NZ) | 38       |
| Noruega (VG-lista)                | 4        |
| Reino Unido (OCC)                 | 3        |